# Portada/article abril 16

## Rata mesquera
La rata mesquera o ondatra (Ondatra zibethicus), l'única espècie del gènere Ondatra, és un rosegador semiaquàtic de mida mitjana nadiu de Nord-amèrica, i introduït a parts d'Europa, Àsia i Sud-amèrica. La rata mesquera viu en zones humides i és un animal amb molt d'èxit en una àmplia varietat de climes i hàbitats. Té un paper important a la natura i és una font d'aliments i pelatge per als humans, a més de ser una espècie introduïda a gran part del seu àmbit de distribució actual.
La rata mesquera és l'espècie més gran de la subfamília dels arvicolins, que inclou 142 altres espècies de rosegadors, majoritàriament talpons i lèmmings. Les rates mesqueres són anomenades "rates" en un sentit general perquè són rosegadors de mida mitjana amb un estil de vida adaptable i una dieta omnívora. Tanmateix, no són "rates autèntiques", és a dir, membres del gènere Rattus.